# Карпениш (Арђеш)
Карпениш (рум. Cărpeniș) насеље је у Румунији у округу Арђеш у општини Чепари. Oпштина се налази на надморској висини од 520 m.

## Становништво
Према подацима из 2002. године у насељу је живело 587 становника, од којих су сви румунске националности.